# Orolo
L'Orolo o Giara o Livergon è un torrente in provincia di Vicenza.

## Il corso del torrente
Le sorgenti sono al Passo Zovo, tra i monti Scandolaro e Magrè; nel suo primo tratto il torrente prende il nome di Livergon. Passa per San Vito di Leguzzano dove riceve le acque del torrente Refosco e, all'uscita del comune, cambia il suo nome in quello di Giara; prosegue per Malo, riceve il contributo dei torrenti Prova, Solarone e Leogretta, passa ancora per i comuni di Isola Vicentina e di Costabissara dove diventa l'Orolo. All'altezza del ponte del Bo il torrente confluisce nel Bacchiglione, il fiume che attraversa la città di Vicenza.
Il torrente ha la caratteristica di essere, per la maggior parte del suo percorso, in secca per quasi tutto il periodo dell'anno. Non è raro, infatti, trovare persone che camminano nel ciottoloso letto del corso d'acqua. Soltanto nelle vicinanze di Motta di Costabissara l'acqua riaffiora in superficie fino alla confluenza nel Bacchiglione in località Lobbia in comune di Vicenza.
Ciononostante, poiché durante quasi tutto suo corso si mantiene alla base delle colline e quindi riceve buona parte delle acque che scendono dal versante orientale dei Lessini, in caso di piogge abbondanti e protratte può convogliare grandi masse d'acqua con effetti rovinosi.

## Storia
Il ponte sull'Orolo a Motta, che permette il passaggio da Vicenza a Schio e Thiene, è stato teatro della battaglia di Motta il 7 ottobre 1513. La battaglia è da inquadrare nella guerra fra la Lega di Cambrai e la Repubblica di Venezia negli inizi del '500.

## L'alluvione dell'11 agosto 2002
Nei primi giorni di agosto del 2002 la provincia di Vicenza fu colpita da maltempo che mise all'erta la protezione civile, in previsione del pericolo che il Bacchiglione e il Retrone, i due fiumi che passano per il centro di Vicenza, potessero straripare a causa delle forti piogge. Nella mattinata di domenica 11 agosto a straripare fu invece il torrente Orolo, conosciuto per essere quasi sempre in secca, che distrusse 60 metri di argine e sommerse una buona metà del territorio di Costabissara, dalla località dei Motterle (detti dell'acqua) al Municipio e a tutta la zona verso Vicenza. Molte famiglie si ritrovarono con le case allagate, senza più poter usare elettricità ed acqua a causa dell'alluvione.
(dal Giornale di Vicenza del 12 agosto 2002)
A Vicenza invece non vi furono gravi danni, solo alcune strade allagate e blocchi del traffico.
Nei giorni successivi all'alluvione che riempì di un metro d'acqua le case dei bissaresi, il Consiglio comunale di Costabissara deliberò ufficialmente la richiesta di calamità naturale.
L'alluvione, purtroppo, provocò anche una vittima: un bissarese che cercava di mettere in salvo cose e animali del cortile di casa, finì con una gamba dentro un pozzetto riportando abrasioni attraverso le quali contrasse la leptospirosi.